# 劉德音
劉德音（1954年—），臺灣企業高階主管。曾任台積電董事長，於2018年6月5日台積電創辦人张忠谋退休后接任，2024年退休交棒予副董事長魏哲家。2020年獲頒工研院院士頭銜。

## 學歷
劉德音出生于台湾台北。高中毕业于台北市立建国高级中学，之后在國立台灣大學获得電機工程学士学位，並前往美國加州大学柏克萊分校獲得電機暨電腦資訊碩士和博士學位。

## 职业經歷
劉德音的职业生涯始于美国的英特尔和AT&T贝尔实验室。现任台灣半導體產業協會理事長，麻省理工学院首席执行官諮詢委员会成员，加州大學柏克萊分校工程學院工程諮詢委员会成员。
- 1983年至1987年，進入英特尔公司工作，擔任技術開發製程整合經理，为英特尔微处理器开发矽工艺技术。
- 1987年到1993年，AT&T贝尔实验室高速电子研究实验室研究经理，研發光學通訊系統[7]。
- 1993年，加入台積電，擔任工程副處長一職[8]。
- 1995年，建立台灣首座八吋晶圓廠。[6]
- 2000年，擔任台積電收购世大積體電路负责人[8]。
- 2012年，与魏哲家一同担任台積電共同營運長。
- 2018年6月-2024年6月，台積電董事長。[2]
- 2019年-迄今，台灣半導體產業協會理事長[9]。
- 2020年-迄今，世界半導體理事高峰會（WSC）全球主席[10]。

- 2022年，接受美國有線電視新聞網（CNN）專訪，內容聚焦於若中國侵略台灣可能的影響、台積電的處境，劉德音強調，「沒有人能靠武力控制台積電」。[11]

## 特殊榮譽
個人榮譽：
- 2017年，獲選為臺灣大學傑出校友[12]。

- 2020年，被授予工研院院士[13]。

在劉德音帶領期間，台積電獲得多項國際肯定：
- 2018年，《汤森路透》全球100强技术领导者

- 2019年，《財富》（Fortune）全球最大500家公司
- 2019年，《企業騎士》（Corporate Knights）全球百大最佳永續發展企業

## 語錄
2024年股東會上股東問給世界一段智慧發言，劉德音幽默說：「買台積股票」，當日台積電收盤股價839元。